# معقول؟ لا معقول (مسرحية)
معقول؟ لا معقول هي مسرحية كوميدية مصرية عُرضت سنة 1985، بطولة صلاح ذو الفقار وهدي سلطان ومن تأليف سعيد عبد الله وإخراج حسن عبد السلام.

## الممثلون
- صلاح ذو الفقار
- هدي سلطان
- كمال حسين
- سامح الصريطي
- عزة كمال